# Kyläniemi
Kyläniemi är en 23 km² stor ö i Saimen i Taipalsaari kommun i landskapet  Södra Karelen. Den hade 25 permanent bosatta personer år 2009. Kyläniemi var inte ursprungligen en ö, utan blev en sådan först i samband med byggandet av Kutvele kanal på 1790-talet. Öns största längd är 14 kilometer i öst-västlig riktning.